# Herbsheim
Herbsheim ist eine Gemeinde mit 954 Einwohnern (Stand 1. Januar 2021) im Département Bas-Rhin in der Region Grand Est (bis 2015 Elsass) in Frankreich.

## Geografie
Das Straßendorf liegt in der Oberrheinischen Tiefebene, 24 Kilometer nordöstlich von Sélestat und unweit des Rhein-Rhone-Kanals.

## Geschichte
1136 wird der Ort unter dem Namen Nerbolsheim in einer Urkunde des Klosters Schuttern, das dort Besitztümer hatte, erstmals erwähnt. 1359 kam er unter den Einfluss des Bischofs von Straßburg.
Die Kirche Sainte-Barbe wurde 1762 als Ersatz einer älteren Kirche, deren Turm erhalten blieb, errichtet.
Von 1871 bis zum Ende des Ersten Weltkrieges gehörte Herbsheim als Teil des Reichslandes Elsaß-Lothringen zum Deutschen Reich und war dem Kreis Erstein im Bezirk Unterelsaß zugeordnet.
Am Ende des Zweiten Weltkriegs, im Januar 1945, wurde das Dorf nach einer ersten Befreiung im Zuge einer deutschen Gegenoffensive zu 75 Prozent zerstört.
| 1910 | 1962 | 1968 | 1975 | 1982 | 1990 | 1999 | 2006 | 2013 |
| ---- | ---- | ---- | ---- | ---- | ---- | ---- | ---- | ---- |
| 606  | 582  | 609  | 610  | 635  | 719  | 765  | 793  | 909  |

## Partnerschaften
Seit 1998 ist Herbsheim verschwistert mit Schuttern, Ortsteil der Gemeinde Friesenheim in Baden-Württemberg. Schuttern liegt 17 Kilometer (Luftlinie) östlich von Herbsheim auf der östlichen Seite des Rheins.